# Chaba Fadela
Chaba Fadela (sinh Fadela Zalmat, Oran, Algérie, 05 Tháng 2 1962) là một người Algérie Raï nhạc sĩ và nữ diễn viên.
Lớn lên trong một khu phố nghèo, cô đóng vai chính trong bộ phim Algérie Djalti năm 14 tuổi. Cô bắt đầu sự nghiệp âm nhạc của mình với tư cách là một ca sĩ trong ban nhạc của Boutiba S'ghir và bắt đầu thu âm với nhà sản xuất Rachid Baba Ahmed vào cuối những năm 1970. Cô là người phụ nữ đầu tiên bất chấp lệnh cấm phụ nữ hát trong các câu lạc bộ, và cô nhanh chóng đạt được thành công lớn ở Algérie.
Cô gặp và kết hôn với Cheb Sahraoui, và cặp đôi bắt đầu thu âm với nhau như một bộ đôi, bắt đầu từ năm 1983 với "N'sel Fik (You Are Mine)", trở thành một trong những bản thu âm quốc tế đầu tiên. Một album gồm các bài hát trong các phiên này đã được Mango/Island/PolyGram Records phát hành năm 1989. Fadela và Sahraoui lưu diễn quốc tế và được ghi nhận rộng rãi vào những năm 1980, với thành công hơn nữa. Khi ở New York vào năm 1993, họ đã thu âm album Walli cùng với nhà sản xuất và nhạc sĩ đa nhạc cụ Bill Laswell. Họ chuyển từ Algérie sang Pháp vào năm 1994.
Vào cuối những năm 1990, mối quan hệ chuyên nghiệp và cá nhân giữa Fadela và Sahraoui đã tan vỡ, và kể từ đó Fadela tiếp tục hoạt động như một ca sĩ solo.

## Thông tin thêm và các nguồn chính
- Nhập cảnh AMGNhập cảnh AMGNhập cảnh AMG
- Thêm thông tin